# 地藏寺经幢
地藏寺经幢位于云南省昆明市昆明市博物馆内的大厅中央，是一座七级八面的石制经幢。该经幢始建于大理国时期，因其当时处于地藏寺内而得名。1919年，这座经幢被人从土中发现，1923年被发掘出土，并以其为中心修建了古幢公园。1982年被列为第二批全国重点文物保护单位。1997年，地藏寺经幢被昆明市博物馆纳入建设规划之中，并加以保护。

## 历史
地藏寺经幢始建于大理国时期的地藏寺内，根据幢上铭文可知，造幢者为大理国的议事布燮袁豆光。铭文中称，袁豆光造这座经幢的目的有两个，一是为了标榜世袭善阐府侯高明生的功绩，二是展示自己辅佐善阐府幼主高生世的功劳。
中华民国初年，地藏寺经幢因战乱而被大部分埋于地下。1919年时，地藏寺经幢被人重新发现，1923年得以出土。经幢出土后，当地政府以地藏寺经幢为中心修建了一座古幢公园，并在经幢周围种植了草皮，同时修建了铁质围栏作为保护。中华人民共和国成立之后，地藏寺经幢上方一度修建了一座保护亭。1982年，地藏寺经幢被列为全国重点文物保护单位。1987年，昆明市文物部门整修和清洗了地藏寺经幢，并在地藏寺经幢下方加建了台基。1997年7月，昆明市博物馆将地藏寺经幢纳入了整体规划建设之中，此后经幢整体位于昆明市博物馆内的大厅中央，其上方为玻璃顶棚。地藏寺经幢的整体维护也由昆明市博物馆负责。2004年，地藏寺经幢再次整体清洗，以清除灰尘和空气污染造成的污染物。但由于清洗技术不成熟，使经幢遭到了部分损坏。

## 结构
地藏寺经幢位于云南省昆明市昆明市博物馆内，七级八面，通体用红砂岩雕成，由下至上逐渐收分。该经幢净高度6.5米，底部为高1.1米、底宽11.7米、顶宽8.75米的台基。石料共分为五段，第一段较长，顶部四段较短，相互之间以圆形公母榫相连。各层之间的界石，除第一层和须弥座之间雕有经文外，其余各层之间均呈伞盖状，并雕有小佛、圆珠等装饰。各层的造像和构件均有不同程度的损毁。整体雕刻内容取材自佛教密宗，其造型构成了一座立体的曼陀罗神坛，底部为铁围山，中心为须弥山。整座经幢由下至上依次为：
- 台基上方为须弥座部分，该部分上下两端均为八角形叠嶂，中间呈鼓形，周围有云纹浮雕和八龙浮雕，这八条龙为云南尊崇的八大龙王[b]。须弥座与第一层之间的部分雕刻有汉文《般若波罗蜜多心经》、《大日尊发愿》、《敬造佛顶尊胜宝幢记》、《发四弘誓愿》等内容，共1679字。其中《敬造佛顶尊胜宝幢记》为大理国的儒释[c]段进全所撰，详述了建塔原由。
- 须弥座上方为第一层幢体，共有10尊造像。其正东、正西、正南、正北四个方向分别雕刻有一尊天王护法神，每尊神像高1米有余，身披铠甲，头戴头盔，手中持有武器。正东方向的持国天王脚下雕刻有一个趴着的夜叉造像，是为毗舍阁；南方增长天王脚下趴着的夜叉造像为大力鬼王鸠槃荼；西方广目天王脚下的夜叉为富单那；北方多闻天王脚下有三个地神，分别为地天、尼蓝婆和毗蓝婆。四尊神像之间的空白处阴刻有梵文《佛顶陀罗尼经》。
- 第二层的正东、正西、正南、正北四个方向各开一座佛龛，龛内主要为四方佛造像，其中东侧龛为阿閦佛、西侧龛为阿弥陀佛，南侧龛为宝生佛，北侧龛为不空成就佛。周围还有弟子、菩萨、胁侍菩萨、力士、宇宙诸佛等造像，共计136尊。
- 第三层同样四面各开一座佛龛，龛内主尊为四大菩萨，即地藏菩萨、虚空藏菩萨、观世音菩萨、除盖障菩萨。菩萨周边还有天王、飞天、供养菩萨造像，总计42尊。
- 第四层同样四面开龛，其中东龛为药师佛造像，西龛为释迦佛造像，南侧龛为多宝佛造像，北侧龛为弥勒佛造像。此外该层另有8尊胁侍菩萨、4尊供养菩萨、16尊天王弟子等造像，以及8尊飞天。
- 第五层雕刻有四只大鹏金翅鸟。
- 第六层四面雕刻有一座庑殿，以象征四门。四门内共有28尊佛和侍者的浮雕。
- 第七层同样四面开龛，龛内主尊和龛外四角均为结跏趺座的尊胜佛母像，以示其无所不在。此外还有24尊天王胁侍等造像。
- 幢顶的底部为一个仰莲座，上方雕刻有一颗如意宝珠。

## 图片
- 约1927年的地藏寺经幢